# Olena Šuljak
Olena Oleksiïvna Šuljak (in ucraino Олена Олексіївна Шуляк?; Kiev, 24 gennaio 1976) è una politica ucraina, deputata della Verchovna Rada dal 29 settembre 2019 e leader di Servitore del Popolo dal 15 novembre 2021.

## Biografia
Olena Oleksiïvna Šuljak è nata nel gennaio 1976 a Kiev, nell'allora Repubblica Socialista Sovietica Ucraina federata nell'Unione Sovietica.
Si è laureata presso l'Università Nazionale dei Trasporti nel 1997, con specializzazione in economia e gestione delle costruzioni. Ha anche conseguito un master in amministrazione degli affari presso l'istituto internazionale di gestione aziendale nel 2005. Successivamente ha studiato psicologia presso l'Università Nazionale Taras Ševčenko di Kiev e si è laureata nel 2012.

## Carriera

### Negli affari
Dal 1999, Šuljak è un revisore dei conti certificato. Dal 2000 al 2006 ha lavorato come direttrice del dipartimento per l'audit e l'analisi delle attività finanziarie ed economiche del gruppo finanziario-industriale Midland Group in Ucraina. Dal 2005 al 2007 è stata membro del Consiglio di sorveglianza della CJSC Express Bank e ha ricoperto la carica di Direttore Generale della società Midland Development Ukraine tra il 2007 e il 2014.
È stata a capo del consiglio di sorveglianza della comunità edile ucraina tra il 2014 e il 2015. Nell'ottobre 2017 è diventata co-fondatrice di Creator LLC. È a capo e titolare della società di revisione Standard tra il 1999 e il 2000 prima di tornare nel 2018.
È stata vicepresidente per le finanze della sezione ucraina dell'organizzazione internazionale dei giovani presidenti. Era un membro del consiglio e capo del settore delle costruzioni presso l'Ufficio per la consegna di una migliore regolamentazione ed era una coordinatrice dell'iniziativa Talent Pool.

### In politica
Nel 2014 è stata candidata a vice del consiglio comunale di Kiev dal partito Alleanza Democratica, numero 5 della lista. Nell'aprile 2015 si è candidata alla carica di capo del Servizio fiscale statale dell'Ucraina. È membro del consiglio del movimento sociale e politico People are Important.
Šuljak si è candidata con successo come deputato popolare dell'Ucraina per il partito Servitore del Popolo del presidente Volodymyr Zelens'kyj alle elezioni parlamentari ucraine del 2019, numero 13 nella lista del partito. Dal 15 novembre 2019 è rappresentante del governo ucraino nella Verchovna Rada. 
È vicepresidente della fazione parlamentare di Servitore del Popolo e del Comitato della Verchovna Rada dell'Ucraina sull'organizzazione del potere statale, l'autonomia locale, lo sviluppo regionale e la pianificazione urbana.
Dal 15 novembre 2021 è a capo di Servitore del Popolo.